# Minoru Kobata
Minoru Kobata (jap. 小畑 穣 Kobata Minoru; ur. 24 listopada 1946) – były japoński piłkarz, reprezentant kraju.

## Kariera klubowa
Od 1969 do 1975 roku występował w klubie Hitachi.

## Kariera reprezentacyjna
W reprezentacji Japonii zadebiutował w 1970. W reprezentacji Japonii występował w latach 1970-1973. W sumie w reprezentacji wystąpił w 13 spotkaniach.

## Statystyki
| Reprezentacja Japonii | Reprezentacja Japonii | Reprezentacja Japonii |
| Rok                   | Mecze                 | Gole                  |
| --------------------- | --------------------- | --------------------- |
| 1970                  | 11                    | 0                     |
| 1971                  | 0                     | 0                     |
| 1972                  | 0                     | 0                     |
| 1973                  | 2                     | 0                     |
| Razem                 | 13                    | 0                     |